# Stromanthe angustifolia
Stromanthe angustifolia är en strimbladsväxtart som beskrevs av Henry Hurd Rusby. Stromanthe angustifolia ingår i släktet broktoppar, och familjen strimbladsväxter.
Artens utbredningsområde är Bolivia. Inga underarter finns listade.